# Parlatoria banksiae
Parlatoria banksiae är en insektsart som först beskrevs av William Miles Maskell 1896.  Parlatoria banksiae ingår i släktet Parlatoria och familjen pansarsköldlöss. Inga underarter finns listade i Catalogue of Life.